# Whitsunday Islands
Whitsunday Islands – archipelag na Morzu Koralowym u wybrzeży Queenslandu w Australii, złożony z około 74 wysp.

## Geografia
Archipelag tworzą wyspy kontynentalne, utworzone z wypiętrzonych tektonicznie skał magmowych, co odróżnia je od położonych dalej na wschód atoli i wysp koralowych. Eustatyczne zmiany poziomu morza w przeszłości wielokrotnie oddzielały nadbrzeżne pasmo górskie, tworząc wyspy i ponownie łączyły je z lądem. Ostatnio wyspy oddzieliły się od lądu około 10 tysięcy lat temu, wraz z zakończeniem ostatniego zlodowacenia i wzrostem poziomu Morza Koralowego.
Whitsunday Islands to grupa obejmująca około 74–90 wysp, leżących pomiędzy środkowo-wschodnim wybrzeżem Queenslandu a Wielką Rafą Koralową. Największą wyspą archipelagu jest bezludna Whitsunday Island, w większości pokryta lasami. Na Hamilton Island, największej zamieszkanej wyspie, znajduje się lotnisko.

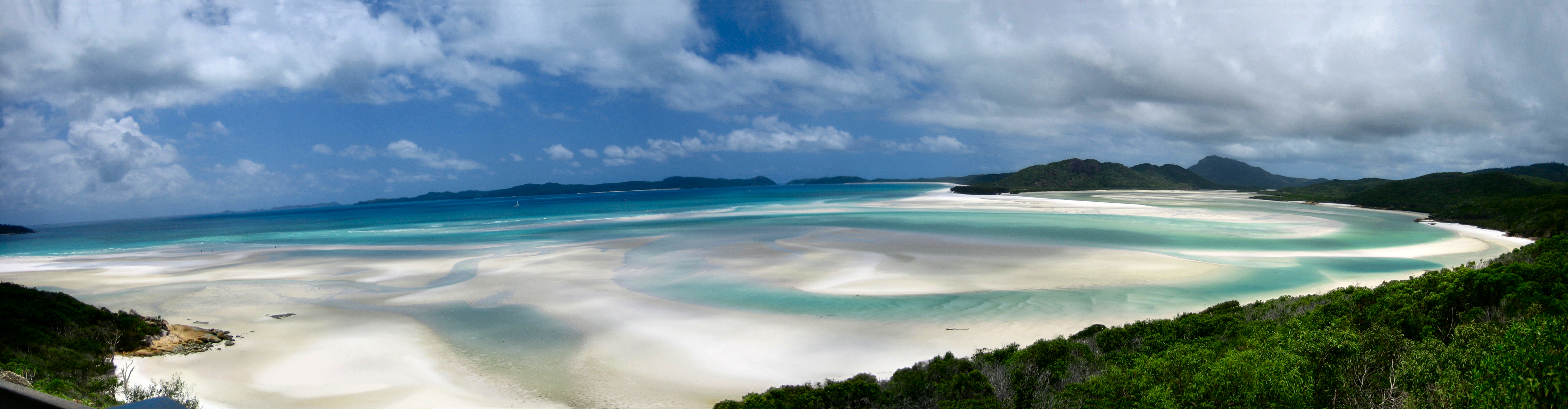
Plaża Whitehaven na Whitsunday Island

Bariera rafy chroni je przed dużymi falami z Oceanu Spokojnego. Wody wokół wysp mają kolor akwamaryny, który zawdzięczają zawiesinie drobnoziarnistego osadu, rozpraszającej światło słoneczne. Plaża Whitehaven na Whitsunday Island wyróżnia się pośród większości innych obecnością białego, drobnego piasku, podczas gdy pozostałe tworzą przeważnie bardziej gruboziarniste piaski, fragmenty muszli i korali.

## Historia
Wyspy są zamieszkane przez Aborygenów australijskich z ludu Ngaro od około 9000 lat, czego świadectwem są rysunki naskalne i narzędzia znalezione w wielu stanowiskach archeologicznych. W czerwcu 1770 wyspy odkrył dla Europejczyków James Cook, podczas pierwszej wyprawy dookoła świata. Współcześnie używana angielska nazwa wysp została nadana przez niego, jako że Cook odkrył cieśninę dzielącą je od lądu w dzień Pięćdziesiątnicy (w brytyjskim angielskim Whitsunday). W latach 60. XIX wieku na wyspach zaczęli osiedlać się europejscy osadnicy, początkowo głównie drwale pozyskujący drewno, później hodowcy owiec. Od lat 80. rdzenni mieszkańcy byli przymusowo wysiedlani przez przybyszy i w latach 30. XX wieku pozostało tam niewielu Aborygenów. W latach 20. XX wieku na wyspach zaczęła rozwijać się turystyka. W drugiej połowie lat 30. rząd Queenslandu zaczął obejmować wyspy ochroną i współcześnie większość archipelagu obejmują parki narodowe. W trakcie II wojny światowej, w dniach poprzedzających Bitwę na Morzu Koralowym, okręty amerykańskiej marynarki ukrywały się między tymi wyspami a kontynentem przed sztormami i wykryciem przed marynarkę japońską.

## Flora i fauna

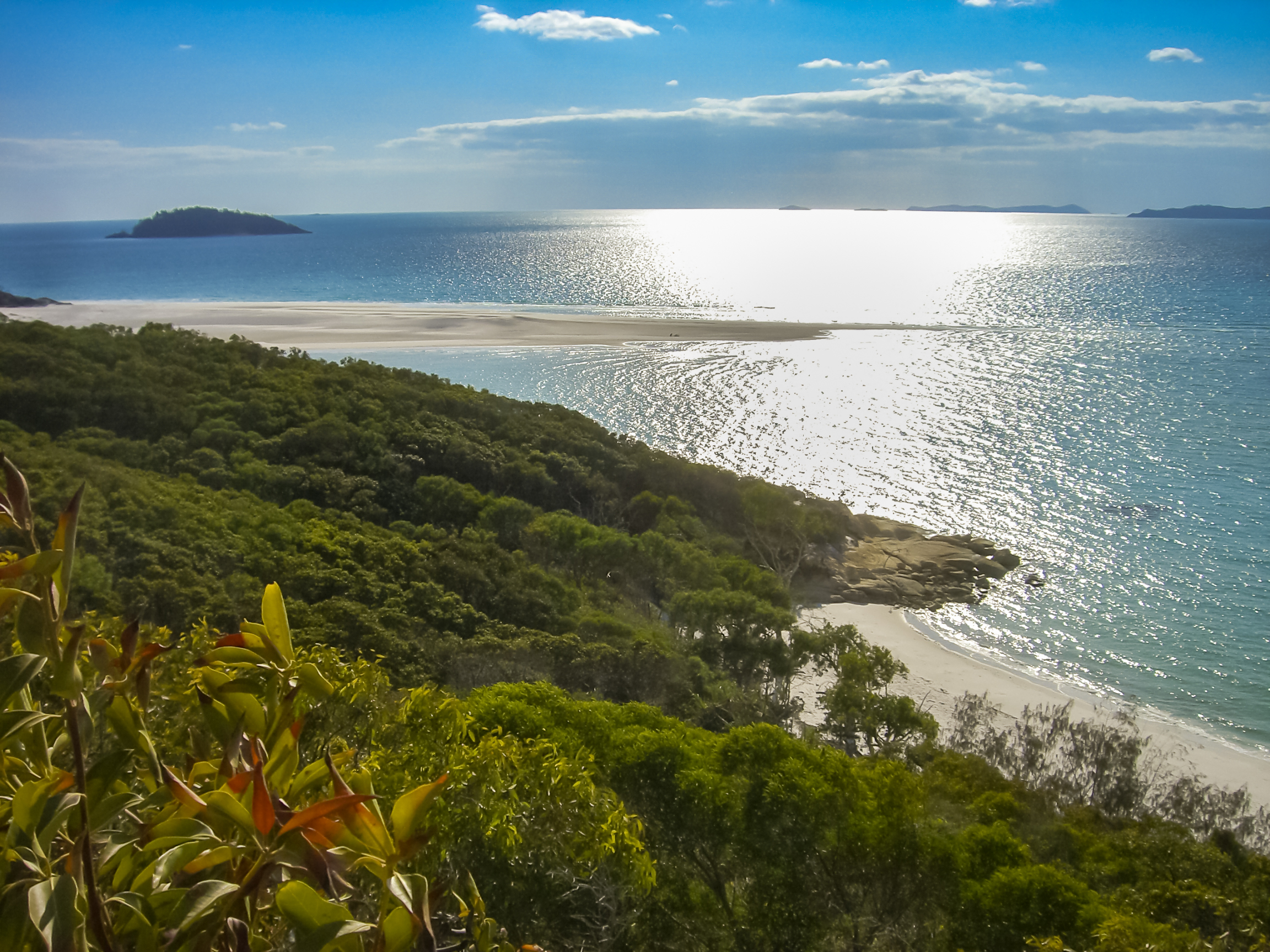
Park Narodowy Whitsunday Islands

Zależnie od typu gleb, dostępności słodkiej wody i substancji mineralnych, w różnych częściach wysp występują rozmaite zespoły roślinne. Na plażach występują rośliny pionierskie, takie jak wilec kozie kopytko i trawy z rodzaju Spinifex. W wielu miejscach wybrzeży rosną namorzyny, od strony lądu i w innych wilgotnych miejscach rosną też ketmie lipowate. Na wydmach nadmorskich rosną rośliny odporne na zasolenie takie jak heliotrop Heliotropium foertherianum i rzewnia skrzypolistna. W głębi lądu, w wilgotnych, osłoniętych dolinach i na stromych zboczach rosną gęste lasy, w których występują wysokie araukarie Araucaria cunninghamii; suchsze obszary porastają lasy eukaliptusowe i na wielu wyspach tereny trawiaste.
Fauna wysp jest mniej zróżnicowana niż na kontynencie, ze względu na częściową izolację, ale występują tam liczne gatunki ptaków. Do ptaków drapieżnych polujących na wybrzeżach należą bielik białobrzuchy, kania bramińska i rybołów australijski. Na brzegach żeruje ostrygojad długodzioby i australijski, czapla czczona, zielonawa i białolica. Tuż powyżej strefy pływów gnieździ się kulon plażowy, a dalej w głębi wysp spotykane są nogal zmienny i brunatny, kukal bażanci, kakadu żółtoczuba i lorysa górska. Co roku na wyspach pojawiają się też ptaki migrujące, szczególnie w okresie od października do kwietnia. Ze ssaków występują tu torbacze, takie jak skalniak zwyczajny i rzadki, zagrożony skalniak skryty, nietoperze, szczególnie rudawka żałobna, a rodzime gryzonie reprezentuje szczurzynek płowonogi. Z gadów lądowych najczęściej spotykany jest waran kolorowy.
Wyspy otaczają rafy przybrzeżne, tworzone przez około 400 gatunków koralowców, rosną w nich także trawy morskie. Spotykane jest sześć gatunków żółwi morskich oraz migrujące długopłetwce.